# Mesopolobus
Mesopolobus is een geslacht van vliesvleugeligen uit de familie Pteromalidae. De wetenschappelijke naam van dit geslacht is voor het eerst geldig gepubliceerd in 1833 door Westwood.

## Soorten
Het geslacht Mesopolobus omvat de volgende soorten:
- Mesopolobus adrianae Gijswijt, 1990
- Mesopolobus aeneus (Masi, 1924)
- Mesopolobus aequus (Walker, 1834)
- Mesopolobus agropyricola Rosen, 1960
- Mesopolobus albitarsus (Walker, 1834)
- Mesopolobus amaenus (Walker, 1834)
- Mesopolobus anogmoides Graham, 1969
- Mesopolobus apicalis (Thomson, 1878)
- Mesopolobus arcanus Askew, 1997
- Mesopolobus aspilus (Walker, 1835)
- Mesopolobus atamiense (Ashmead, 1904)
- Mesopolobus bidentis (Ratzeburg, 1848)
- Mesopolobus bonessi Askew, 1999
- Mesopolobus brachyneurus Dzhanokmen, 1994
- Mesopolobus brevinervis Gijswijt, 1994
- Mesopolobus bruchophagi (Gahan, 1917)
- Mesopolobus cabrerai Kieffer, 1899
- Mesopolobus capitatus (Fonscolombe, 1840)
- Mesopolobus citrinus (Ratzeburg, 1852)
- Mesopolobus citripes (Ashmead, 1896)
- Mesopolobus clavatus (Ratzeburg, 1844)
- Mesopolobus clavicornis (Förster, 1878)
- Mesopolobus comptus (Walker, 1834)
- Mesopolobus confusus (Ashmead, 1902)
- Mesopolobus contarinomyiae Dzhanokmen, 1995
- Mesopolobus crassipes (Ratzeburg, 1844)
- Mesopolobus deserti Dzhanokmen, 1994
- Mesopolobus dichrocerus Dzhanokmen, 1974
- Mesopolobus diffinis (Walker, 1834)
- Mesopolobus dilutipes (Ratzeburg, 1848)
- Mesopolobus dubius (Walker, 1834)
- Mesopolobus elymi (Dzhanokmen, 1984)
- Mesopolobus etsuhoae Dzhanokmen, 1989
- Mesopolobus fagi Askew & Lampe, 1998
- Mesopolobus fasciiventris Westwood, 1833
- Mesopolobus fedotovae Dzhanokmen, 1990
- Mesopolobus finlaysoni Doganlar, 1979
- Mesopolobus flaviclavatus (Ferrière, 1952)
- Mesopolobus fuscipedes Burks, 1979
- Mesopolobus fuscipes (Walker, 1834)
- Mesopolobus gemellus Baur & Muller, 2007
- Mesopolobus girododdi Özdikmen, 2011
- Mesopolobus graminum (Hardh, 1950)
- Mesopolobus hackeri (Dodd, 1915)
- Mesopolobus harithus Sureshan & Narendran, 2002
- Mesopolobus heterotomus (Thomson, 1878)
- Mesopolobus incultus (Walker, 1834)
- Mesopolobus joulei (Girault, 1924)
- Mesopolobus juniperinus Rosen, 1958
- Mesopolobus keralensis Sureshan & Narendran, 2002
- Mesopolobus laticornis (Walker, 1834)
- Mesopolobus lebene (Walker, 1848)
- Mesopolobus leucophleps Dzhanokmen, 2006
- Mesopolobus lichtensteini (Mayr, 1903)
- Mesopolobus longicaudae Doganlar, 1979
- Mesopolobus longicollis Graham, 1969
- Mesopolobus maculicornis (Giraud, 1863)
- Mesopolobus maculipennis (Mercet, 1923)
- Mesopolobus mayetiolae (Gahan, 1919)
- Mesopolobus mediterraneus (Mayr, 1903)
- Mesopolobus meridionalis Garrido & Nieves Aldrey, 1996
- Mesopolobus mesoeminulus Sun, Xiao & Xu, 2005
- Mesopolobus mesolatus Sun, Xiao & Xu, 2005
- Mesopolobus mesostenus Graham, 1969
- Mesopolobus milleri (Crawford, 1913)
- Mesopolobus minutus Dzhanokmen, 1982
- Mesopolobus modestus (Silvestri, 1914)
- Mesopolobus mongolicus Yang, 1996
- Mesopolobus moryoides Gibson, 2005
- Mesopolobus morys (Walker, 1848)
- Mesopolobus nephele (Walker, 1843)
- Mesopolobus nikolskayae Dzhanokmen, 1989
- Mesopolobus nobilis (Walker, 1834)
- Mesopolobus oeax (Walker, 1847)
- Mesopolobus omoensis (Risbec, 1955)
- Mesopolobus pallidicornis (Girault & Dodd, 1915)
- Mesopolobus pantnagarensis Gupta & Khan, 2006
- Mesopolobus petrosimoniae Dzhanokmen, 1994
- Mesopolobus phragmitis (Erdös, 1957)
- Mesopolobus pinus Hussey, 1960
- Mesopolobus porteri (Brèthes, 1916)
- Mesopolobus prasinus (Walker, 1834)
- Mesopolobus pseudofuscipes Rosen, 1958
- Mesopolobus pseudolaticornis Rosen, 1966
- Mesopolobus punctatus (Mercet, 1930)
- Mesopolobus quadrimaculatus Dzhanokmen, 1975
- Mesopolobus ramulosus Narendran, 2012
- Mesopolobus rhabdophagae (Graham, 1957)
- Mesopolobus ripicola Rasplus, 1989
- Mesopolobus rotundiclavus Singh & Parshad, 1978
- Mesopolobus ruskini (Girault, 1917)
- Mesopolobus salicis (Girault, 1917)
- Mesopolobus saxauli Dzhanokmen, 1995
- Mesopolobus secundus (Crawford, 1912)
- Mesopolobus semenis Askew, 1997
- Mesopolobus semiclavatus (Ratzeburg, 1848)
- Mesopolobus sericeus (Forster, 1770)
- Mesopolobus spermotrophus Hussey, 1960
- Mesopolobus subfumatus (Ratzeburg, 1852)
- Mesopolobus superansi Yang & Gu, 1995
- Mesopolobus szelenyii Boucek, 1974
- Mesopolobus tamaricis Dzhanokmen, 1994
- Mesopolobus tamaricum (Ferrière, 1931)
- Mesopolobus tarsatus (Nees, 1834)
- Mesopolobus teliformis (Walker, 1834)
- Mesopolobus terminalis (Walker, 1834)
- Mesopolobus tibialis (Westwood, 1833)
- Mesopolobus tinearum (Ratzeburg, 1848)
- Mesopolobus tortricidis Kamijo, 1982
- Mesopolobus tortricis (Brues, 1910)
- Mesopolobus trasullus (Walker, 1839)
- Mesopolobus tricarinatus (Szelényi, 1982)
- Mesopolobus trimeromelas Dzhanokmen, 1982
- Mesopolobus trjapitzini Dzhanokmen, 1982
- Mesopolobus tsherkesi Dzhanokmen, 1995
- Mesopolobus typographi (Ruschka, 1924)
- Mesopolobus verditer (Norton, 1869)
- Mesopolobus xanthocerus (Thomson, 1878)
- Mesopolobus yasumatsui Kamijo, 1981
- Mesopolobus zetterstedtii (Dalla Torre, 1898)